# Camille Elise
Camille René Josepf Elise (Froidchapelle, 8 april 1924 - Baileux, 19 oktober 1982) was een Belgisch senator.

## Levensloop
Elise was een verzekeringsadviseur. Hij werd gemeenteraadslid in Baileux.
Hij was een zoon van René Elise (1895-1980) en van Laure Potier (1902-1972). Hij trouwde in 1945 met Paula Armand (1919-2012) en ze hadden drie kinderen.
Op 7 mei 1971 volgde hij de overleden liberale senator René Deliège op en vervulde dit mandaat tot 7 november 1971. Bij de wetgevende verkiezingen van 1971 stond hij op de lijst als eerste opvolger en in 1974 stond hij bij de effectieven op de tweede plaats, maar werd telkens niet verkozen.